# Yuejiang
Yuejiang (kinesiska: 月江镇, 月江) är en köping i Kina. Den ligger i provinsen Sichuan, i den sydvästra delen av landet, omkring 230 kilometer söder om provinshuvudstaden Chengdu. Antalet invånare är 25 448. Befolkningen består av 12 182 kvinnor och 13 266 män. Barn under 15 år utgör 20,0 %, vuxna 15-64 år 69 %, och äldre över 65 år 10,0 %.
Genomsnittlig årsnederbörd är 1 384 millimeter. Den regnigaste månaden är juli, med i genomsnitt 249 mm nederbörd, och den torraste är december, med 22 mm nederbörd.